# Metazygia paquisha
Metazygia paquisha är en spindelart som beskrevs av Levi 1995. Metazygia paquisha ingår i släktet Metazygia och familjen hjulspindlar. Inga underarter finns listade i Catalogue of Life.